# Савва, Владимир Иванович
Владимир Иванович Савва (1865 — 1920) — русский историк, профессор Императорского Харьковского университета.

## Биография
Окончил курс в Нежинском историко-филологическом институте. Приват-доцент, затем профессор Харьковского университета по кафедре русской истории.
В 1920 расстрелян.

## Труды
- О времени и месте крещения русской великой княгини Ольги. — Харьков, 1890;
- К истории духоборцев Харьковской губернии. Харьков, 1893;
- Описание путешествия и пребывания в России английского посланника Томаса Смита при царе Борисе Годунове // «Археол. изв. и зам.», издав. Моск. археол. общ., 1894, 8—9.
- Путешествие антиохийского патриарха Макария в Россию в половине XVII в., описанное архидиаконом Павлом Алеппским. Киев, 1899;
- Московские цари и византийские василевсы. К вопросу о влиянии Византии на образование идеи царской власти московских государей. Харьков, 1901;
- По вопросу о влиянии Византии на образование идеи царской власти московских государей. — Харьков, 1903.
- Из слободской-украинской старины конца XVIII века. Нежин, 1906;
- Вновь открытые полемические сочинения XVII века против еретиков. СПб., 1907;
- Арзамасские и барминские будные станы. Приходо-расходные и сметные книги 1679—1680 гг. М., 1908;
- К истории о вольнодумстве в Гимназии высших наук кн. Безбородко. Харьков, 1908;
- П. Ф. Кузнецов, корреспондент В. И. Даля. Киев, 1908;
- Из дневника масона. 1775—1776 гг. М., 1909;
- Заметки о Боярской Думе в XVI в. Харьков, 1915;
- О Посольском приказе в XVI в. Вып. I. Харьков, 1917.